# بخش هلسینبوری
بخش هلسینبوری (به سوئدی: Helsingborgs kommun) یک ناحیه شهرداری در سوئد است که در شهرستان اسکونه واقع شده‌است.

## خواهرخوانده
شهرهای هلسینگور، دوبروونیک، الکساندریا، ویرجینیا و پارنو خواهرخوانده‌های بخش هلسینبوری هستند.